# Maria Clara Lucchetti Bingemer
Maria Clara Lucchetti Bingemer (* 1949) ist eine brasilianische, katholische Theologin.

## Leben
Lucchetti Bingemer schloss ihr Studium in Rio de Janeiro mit einem B.A. in Kommunikationswissenschaft ab. An der Gregoriana in Rom wurde sie in Theologie promoviert. Nach dem Rede- und Lehrverbot gegen Leonardo Boff vertrat sie Boff an dessen Lehrstuhl im Franziskanischen Theologischen Institut in Petrópolis. Sie war 1986–1992 Regionalkoordinatorin von EATWOT. Gegenwärtig ist sie Professorin an der Katholischen Universität von Rio de Janeiro (PUC-Rio) und Dekanin der Fakultät für Theologie und Humanwissenschaften. Lucchetti Bingemer beteiligte sich auch am Aufbau des jesuitischen Centro Loyola de Fé e Cultura (CLFC, Loyola-Zentrum für Glaube und Kultur) an der PUC-Rio, das sie zehn Jahre lang leitete.
Lucchetti Bingemer ist Mitherausgeberin der Revista Eclesiástica Brasileira (REB), der bedeutendsten theologischen Zeitschrift in Brasilien, und von Concilium. Von 2004 bis 2008 war sie auch Mitherausgeberin des Journal of the American Academy of Religion (JAAR).
Gemeinsam mit ihrem Ehemann Einardo Bingemer berät sie die Nationale Bischofskonferenz Brasiliens in Fragen des Laienapostolats. Lucchetti Bingemer hat eine führende Position in der ignatianischen Laienbewegung Gemeinschaft Christlichen Lebens inne.

## Theologie
Lucchetti Bingemer gehört zu den Begründerinnen der feministischen Befreiungstheologie in Lateinamerika. Sie vertritt die Ansicht, dass der Befreiungskampf der lateinamerikanischen Frauen nicht zu trennen ist vom Befreiungskampf der Armen, und bemüht sich insbesondere um die Ausarbeitung einer feministisch-theologischen Anthropologie. Lucchetti Bingemer organisierte 1985 ein erstes Treffen lateinamerikanischer Theologinnen und nahm 2008 auch am 1. deutsch-lateinamerikanischen Theologinnenkongress in Buenos Aires teil.
2008 kritisierte sie (gemeinsam mit Leonardo Boff und Frei Betto) Clodovis Boffs Versuch einer Revision der Befreiungstheologie.

## Schriften (Auswahl)
- Christliche Eschatologie (mit João Batista Libânio). Patmos-Verlag, Düsseldorf 1987, ISBN 3-491-77716-X (Bibliothek Theologie der Befreiung).
- Maria, Mutter Gottes und Mutter der Armen (mit Ivone Gebara). Patmos-Verlag, Düsseldorf 1988, ISBN 3-491-77718-6 (Bibliothek Theologie der Befreiung).